# Fabinho (Fußballspieler, 1995)
Fabio Teixeira da Silva (* 31. Oktober 1995), auch bekannt als Fabinho, ist ein brasilianischer Fußballspieler.

## Karriere
Fabinho erlernte das Fußballspielen in den Jugendmannschaften vom Brasília FC und dem CFZ de Brasília SE. Bei seine Jugendverein Brasilia FC unterschrieb er 2015 seinen ersten Vertrag. Bis September 2023 spielte er für die brasilianischen Vereine Real Brasília FC, CFZ de Brasília SE, Paranoá EC, Capital CF, Nacional FC, Brasiliense FC, Boa EC, CE Operário Várzea-Grandense, Grêmio Esportivo Juventus, EC Internacional (RS) und den Clube do Remo. 2020 belegte er mit Brasiliense FC den zweiten Platz in der Distriktmeisterschaft von Brasília. Mit dem Clube do Remo wurde er zweiter in der Staatsmeisterschaft von Pará. Mitte September 2023 ging er nach Saudi-Arabien. Hier schloss er sich in Safwa dem Zweitligisten Al Safa Club an. Für den Verein bestritt er 14 Zweitligaspiele. Anfang Januar 2025 zog es ihn nach Thailand, wo er in Lamphun einen Vertrag beim Erstligisten Lamphun Warriors FC unterschrieb. Am 31. Mai 2025 stand er mit den Warriors im Finale des Thai League Cup. Hier traf man im BG Stadium auf Buriram United. Am Ende musste man sich mit 2:0 geschlagen geben. Nach zwölf Ligaspielen, in denen er einen Treffer erzielte, wurde sein Vertrag im Sommer 2025 nicht verlängert. Im Juli 2025 ging er in die Vereinigte Arabische Emirate. Hier schloss er sich in Ra’s al-Chaima dem Zweitligisten Emirates Club an.

## Erfolge
Lamphun Warriors FC
- Thailändischer Ligapokalfinalist: 2024/25